# Jan Hofmann

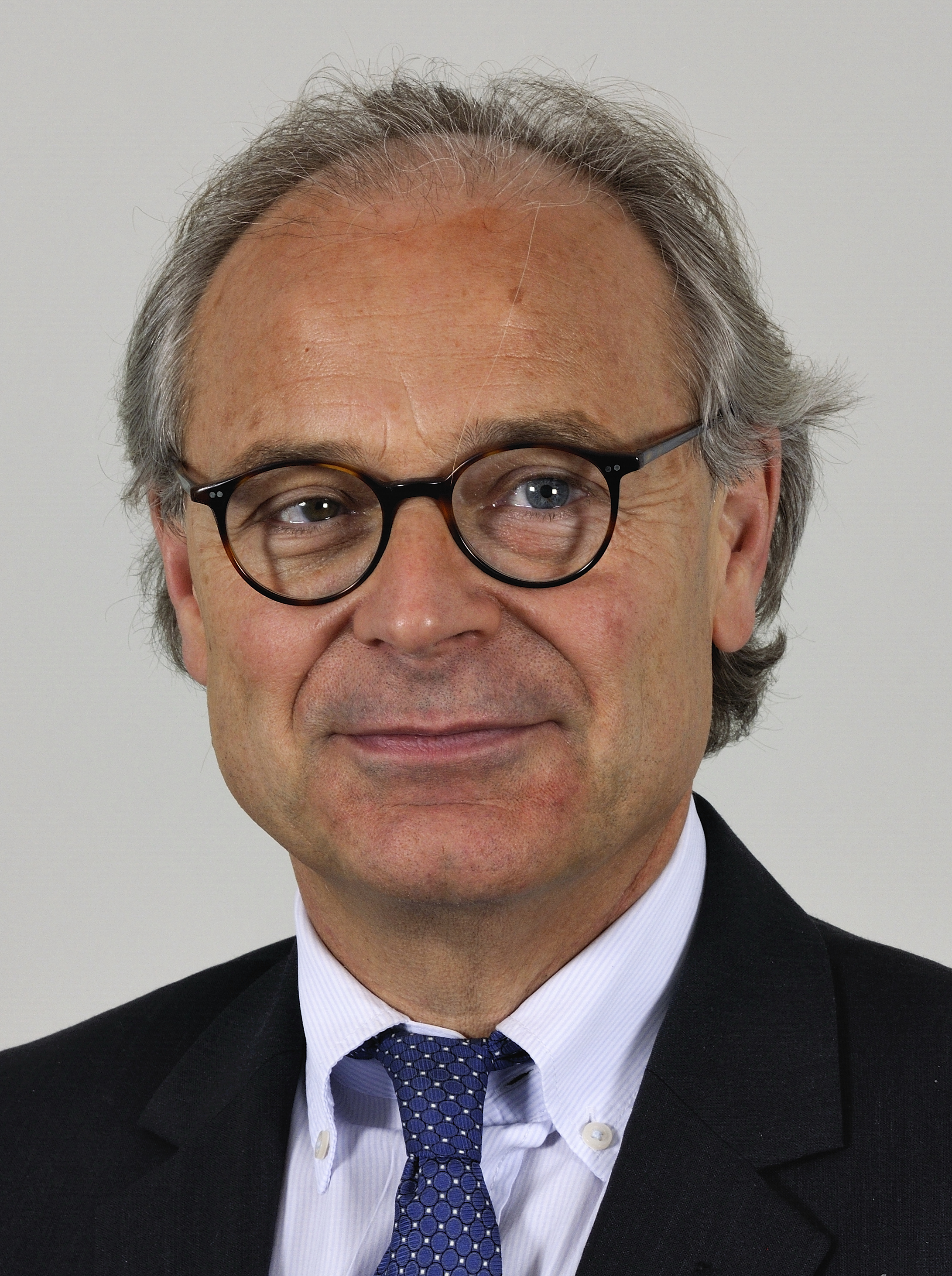
Jan Hofmann (2012)

Jan Hofmann (* 21. Oktober 1954 in Ost-Berlin) ist ein deutscher politischer Beamter im Ruhestand. Er war von 2011 bis 2016 Staatssekretär im Kultusministerium des Landes Sachsen-Anhalt.

## Leben und Beruf
Hofmann absolvierte zunächst ein Fachhochschulstudium und danach den Grundwehrdienst in der NVA. Anschließend studierte er an Humboldt-Universität zu Berlin Philosophie und schloss 1988 mit dem Diplom ab. Danach war er als wissenschaftlicher Mitarbeiter an der Akademie der Pädagogischen Wissenschaften der DDR tätig, wo er den Titel Dipl. Päd. erwarb. 1991 promovierte er an der Humboldt-Universität zu Berlin, im Fachbereich Wissenschaftsphilosophie zum Dr. der Philosophie.
1989 wurde er Mitglied des ersten Berliner Bildungsrates und bildungspolitischer Sprecher des Zentralen Runden Tisches der DDR. Danach wechselte er in die brandenburgische Verwaltung. Er wurde Referatsleiter und später Leiter der Grundsatzabteilung im brandenburgischen Ministerium für Bildung, Jugend und Sport. 1992 übernahm er das Amt des Direktors des Pädagogischen Landesinstitutes Brandenburg. Ab 2003  leitete er das neu geschaffene Landesinstitut für Schule und Medien Brandenburg, 2007 wurde er Gründungsdirektor des Landesinstituts für Schule und Medien Berlin-Brandenburg.
Nach seiner Tätigkeit als Kultusstaatssekretär in Sachsen-Anhalt (2011–2016) wurde er wissenschaftlicher Politikberater und arbeitete in verschiedenen Bundesprogrammen. Er war Vorstandsvorsitzender des Bundeswettbewerbs Demokratisch Handeln. Darüber hinaus ist Hofmann Mitglied im wissenschaftlichen Beirat von MINT-EC, Mitglied des Universitätsrates der in Gründung befindlichen University of Digital Science in Berlin, Mitglied des Kuratoriums der Theodor Heuss Stiftung, ehem. Vorstandsvorsitzender des Freundeskreises des Bauhaus Dessau, Vorsitzender des Stiftungsrates der Stiftung des Kunstmuseums Ahrenshoop, Vorsitzender des Kuratoriums der Stiftung Soziales Neuruppin und Vorsitzender des Fördervereins der Jugendkunstschule Neuruppin.

## Politik
Am 20. April 2011 wurde Hofmann zum Staatssekretär im von Stephan Dorgerloh (SPD) geführten Kultusministerium des Landes Sachsen-Anhalt ernannt (Kabinett Haseloff I). Im Jahre 2013 war er Vorsitzender der Amtschefkonferenz der KMK (Kultusministerkonferenz). Mit dem Ende der Großen Koalition schied er 2016 aus.

## Schriften
- Inhaltsanalytische Untersuchung von im Zeitraum Oktober 1989 bis März 1990 außerhalb institutionalisierter Strukturen entstandenen bildungskonzeptionellen Vorstellungen, Berlin 1990 [= Diss.]
- (Hrsg.): Neue Formen des Lehrens und Lernens : Leistungsbewertung ohne Zensuren und jahrgangsübergreifender Unterricht in der Montessori-Gesamtschule Potsdam, Bad Heilbrunn 2007